# Раль (дворянство)
Раль (нем. von Rahl) — русский баронский род.
Род баронов Раль происходит из Германии и восходит к середине XVIII столетия.
Именным Высочайшим указом, от 14 июля 1800 года, придворный банкир Раль, Александр Александрович (Александр Франц фон Раль) возведён, с нисходящим его потомством, в баронское достоинство Российской империи.
- Определением Правительствующего Сената, от 25 сентября 1830 и 23 июля 1857 гг., утверждены в баронском достоинстве, со внесением в V часть Родословной Книги, барон Николай-Фердинанд Александрович-Францевич Раль (русский дирижёр XIX века), сын его титулярный советник Александр-Карл, с женой Екатериной-Александрой-Августой (рожд. Бронзерт) и дочерьми: Марией-Каролиной и Александрой-Марией-Каролиной.
- Шуберт, Софья Александровна (в девичестве фон Раль, 1801—1833) — жена Шуберта Фёдора Фёдоровича
- Сенковская, Аделаида Александровна (в девичестве фон Раль, 1806—1859) — супруга и издательница О. И. Сенковского, писательница
- Брюллова, Александра Александровна (в девичестве фон Раль, 1810—1885) — супруга Александра Павловича Брюллова.

## Описание герба
Щит, разделённый горизонтально надвое, имеет золотую вершину, в которой виден вылетающий чёрный двуглавый орёл коронованный, с изображением на груди его части ордена Св. Иоанна Иерусалимского. В нижней пространной половине, в правом золотом поле, виден выходящий из шахматного поля, составленного из серебра и чёрного цвета, олень, имеющий на рогах венок из цветов, а в левом серебряном поле находится муж, одетый в охотничье зелёное платье, держащий в правой руке рог.
Щит покрыт Баронскою короною, на поверхности коей поставлен шлем, увенчанный таковою же короною с пятью павлиньими перьями. Намёт на щите золотой, подложенный чёрным и зелёным. Герб барона Раля (Раль) внесён в Часть 9 Общего гербовника дворянских родов Всероссийской империи, стр. 6.